# Mäyränjärvi
Mäyränjärvi är en sjö i Finland. Den ligger i kommunen Haapavesi i landskapet Norra Österbotten, i den centrala delen av landet, 400 km norr om huvudstaden Helsingfors. Mäyränjärvi ligger 129,7 meter över havet. Arean är 55,9 hektar och strandlinjen är 3,42 kilometer lång. Sjön  ingår i Pyhäjoki älvs huvudavrinningsområde.   I omgivningarna runt Mäyränjärvi växer i huvudsak blandskog.